# Telesur
Telesur (стилизовано као teleSUR) je је латиноамеричка терестријална и сателитска телевизијска мрежа са седиштем у Каракасу у Венецуели коју првенствено финансира Влада Венецуеле, уз додатна средства влада Кубе и Никарагве. Телевизија је покренута 2005. године у Венецуели, за време владавине Уга Чавеза, са циљем да буде „латиноамерички социјалистички одговор CNN-у“.

## ТВ програм (емисије)
- Telesur Noticias (Телесур вести)
- El Mundo Hoy (Свет данас):
- Conexión Global (Глобална конекција):
- Edición Central (Централно издање)
- Deportes Telesur (Telesur спорт):
- Reportajes Telesur (Telesur извештава):
- Agenda Abierta (Отворена агенда)
- Dossier (Досије)
- Impacto Económico (Економски утицај):
- Mesa Redonda Internacional (Међународни округли сто)
- Síntesis (Синтеза)
- Maestra Vida
- Jugada Crítica (Критичан потез)
- Enclave Politica (Политичка енклава)
- The World Today with Tariq Ali (Свет данас са Тариком Алијем)
- El Punto en La i (Тачка на и)